# Горячева, Татьяна Вадимовна
Татья́на Вади́мовна Горя́чева (род. 29 декабря 1954, Москва, СССР) — советский и российский искусствовед, историк искусства. Специалист по русскому авангарду — творчеству Казимира Малевича, Эль Лисицкого, художников группы Уновис; взаимосвязи живописи и поэзии в кубофутуризме.

## Биография
В 1978 году окончила отделение истории и теории искусства исторического факультета Московского государственного университета имени М. В. Ломоносова.
С 1977 года по настоящее время работает в Государственной Третьяковской галерее; Главный научный сотрудник отдела графики XX века. Специалист по русскому авангарду — творчеству Казимира Малевича, Эль Лисицкого, художников группы Уновис; взаимосвязи живописи и поэзии в кубофутуризме. Куратор выставок, член редколлегии и один из авторов томов графики XX века академического каталога Государственной Третьяковской галереи.
В 1996 году защитила диссертацию на соискание учёной степени кандидата искусствоведения по теме «Супрематизм как утопия: соотношение теории и практики в художественной концепции К. Малевича».
Эксперт Научно-исследовательской независимой экспертизы имени П. М. Третьякова.

## Куратор выставок
- 2009 — «Театральная графика русских художников из собрания Третьяковской галереи», Государственная Третьяковская галерея[3]
- 2012 — «…Нас будет трое…» Казимир Малевич. Николай Суетин. Илья Чашник. Живопись и графика из коллекции SEPHEROT Foundation (Лихтенштейн), Государственная Третьяковская галерея[4]
- 2015 — «Под знаком Малевича». Графика из собрания Третьяковской галереи. Государственная Третьяковская галерея.
- 2017 — «Джорджо де Кирико. Метафизические прозрения». Государственная Третьяковская галерея[5].
- 2017 — Эль Лисицкий / El Lissitzky. Государственная Третьяковская галерея. Еврейский музей и центр толерантности.
- 2022 -  Велимир Хлебников ‒ «Король времени». Государственная Третьяковская галерея
- 2024 - «Великолепные очевидцы»: Время и люди. 1910–1930-е. Государственная Третьяковская галерея